# Friedrich Winter (Politiker, 1902)
Friedrich Winter (* 7. März 1902 in Fröhstockheim; † 10. Juni 1982 in Fürth) war ein deutscher Jurist und Politiker (CSU).

## Leben und Beruf
Nach dem Abitur 1921 am Humanistischen Gymnasium nahm Winter ein Studium der Rechts- und Staatswissenschaften an den Universitäten in Erlangen, Berlin und München auf, das er 1926 mit dem ersten juristischen Staatsexamen sowie nach seinem Vorbereitungsdienst bei Gerichten und Behörden in Nürnberg und Fürth 1926 mit der Promotion zum Dr. jur. und 1928 mit dem zweiten juristischen Staatsexamen beendete. Während seines Studiums wurde er 1921 Mitglied der Burschenschaft Bubenruthia Erlangen. Er war ab 1929 als Rechtsanwalt in Fürth tätig und wurde 1932 in gleicher Funktion beim Oberlandesgericht Nürnberg zugelassen. Von 1940 bis 1945 arbeitete er als Angestellter beim Landratsamt in Fürth. Nach dem Kriegsende war er erneut als Rechtsanwalt tätig.

## Partei
Winter trat zum 1. Mai 1937 der NSDAP bei (Mitgliedsnummer 4.351.399). Er schloss sich 1952 der CSU an und war ab 1954 Vorsitzender des CSU-Kreisverbandes Fürth.

## Abgeordneter
Winter war Ratsmitglied der Stadt Fürth und wurde dort 1952 zum Vorsitzenden der CSU-Fraktion gewählt. Dem Deutschen Bundestag gehörte er vom 6. März 1956, als er für den ausgeschiedenen Abgeordneten Karl Graf von Spreti nachrückte, bis 1961 sowie vom 2. Februar 1962, als er für den verstorbenen Abgeordneten Philipp Meyer nachrückte, bis 1965 an. In der zweiten und vierten Wahlperiode war er über die Landesliste Bayern ins Parlament eingezogen. In der dritten Wahlperiode (1957–1961) vertrat er im Bundestag den Wahlkreis Nürnberg – Fürth.